# Кубоватое покрытие
Кубова́тое покрытие (также куба́стое покрытие или покрытие «в куб») — своеобразная конфигурация крыши, применявшаяся в русской архитектуре для перекрытия гражданских зданий и культовых сооружений . Представляет собой криволинейное покрытие с килевидным сечением, визуально напоминающее храмовую главу—«луковицу», но с выраженными гранями. Использовалось главным образом в деревянном зодчестве XVI—XVIII веков для перекрытия четвериковых или восьмериковых срубов, но встречается также в каменном зодчестве.